# 猪俣茂樹
猪俣 茂樹（いのまた しげき、1950年<昭和25年>3月27日 - ）は、日本の地方公務員 (技術公務員)。網走支庁長、北海道建設部長などを歴任。瑞宝小綬章受章者。

## 人物・経歴
北海道出身。1974年4月 北海道庁採用（旭川土木現業所）、1985年4月 小樽土木現業所都市施設係長、1987年6月 札幌土木現業所道路第一係長、1989年 (平成元年) 5月 土木部空港港湾課空港建設係長、1991年6月  同課空港計画係長、1992年4月 網走土木現業所事業課長、1994年4月  旭川土木現業所総務課長、1996年4月 土木部空港港湾課主幹、1997年6月 建設部空港港湾課長補佐、1998年4月 旭川土木現業所事業部長、1999年5月 建設部参事（北海道エアシステム派遣）、2001年4月 網走土木現業所長、2003年6月 建設部技監、2005年4月 網走支庁長、2007年6月 第52代北海道建設部長。経営体質強化や新分野進出への支援などを柱とする「建設業等のソフトランディング対策」の推進に、業界団体とも連携を図りながら取り組んだ。
土木学会北海道支部商議員。伊藤組土建常務取締役から専務取締役。

## 栄典
2023年11月 令和5年秋の叙勲で瑞宝小綬章を受章。